# Gand-Wevelgem 2022
La 84e édition de Gand-Wevelgem in Flanders Field, une course cycliste masculine sur route, a lieu le 27 mars 2022. Le parcours est tracé principalement dans la province de Flandre-Occidentale, en Belgique. Elle est remportée par l'Érythréen Biniam Girmay (Intermarché-Wanty-Gobert). Cette victoire est historique car c'est la première fois qu'un coureur africain gagne une course de catégorie UCI World Tour.

## Présentation
Gand-Wevelgem fait partie du calendrier UCI World Tour 2022 en catégorie 1.UWT. Elle est organisée par le vélo club Het Vliegend Wiel et fait partie du calendrier de l'UCI World Tour depuis 2006.

### Équipes
Vingt-cinq équipes sont inscrites à la course, avec les dix-huit UCI WorldTeams et sept UCI ProTeams invitées. 
| WorldTeams (18)- AG2R Citroën Team - Astana Qazaqstan Team - Bahrain Victorious - Bora-Hansgrohe - Cofidis - EF Education-EasyPost - Groupama-FDJ - Ineos Grenadiers - Intermarché-Wanty-Gobert Matériaux - Israel-Premier Tech - Jumbo-Visma - Lotto-Soudal - Movistar Team - Quick-Step Alpha Vinyl - BikeExchange-Jayco - Team DSM - Trek-Segafredo - UAE Team Emirates ProTeams (7)- Alpecin-Fenix - Bardiani-CSF-Faizanè - B&B Hotels-KTM - Bingoal Pauwels Sauces WB - Sport Vlaanderen-Baloise - TotalEnergies - Uno-X Pro Cycling Team |
| |

### Parcours
Le départ est donné à Ypres. La course de 248 kilomètres passe par les Moëres après une centaine de courses et les trois sections des Plugstreets entre les kilomètres 177 et 182. La première ascension est le Scherpenberg après 152 kilomètres. Le premier passage du Mont Kemmel se situe au km 164, le troisième et dernier au km 214 soit 34 kilomètres avant l'arrivée à Wevelgem,.
| Mont | Nom                     | Km    | Revêtement | Longueur (m) | Pente moyenne | Km de l'arrivée |
| ---- | ----------------------- | ----- | ---------- | ------------ | ------------- | --------------- |
| 1    | Scherpenberg            | 152,5 | Asphalte   | 1 000        | 2,3 %         | 96,6            |
| 2    | Baneberg (nl)           | 156,9 | Asphalte   | 1 300        | 6 %           | 91,9            |
| 3    | Monteberg (nl)          | 162,9 | Asphalte   | 1 000        | 5,4 %         | 85,9            |
| 4    | Mont Kemmel - Belvedère | 164,7 | Pavé       | 400          | 10,4 %        | 74,7            |
| 5    | Monteberg (nl)          | 195,2 | Asphalte   | 1 000        | 5,4 %         | 53,6            |
| 6    | Mont Kemmel - Belvedère | 197,0 | Pavé       | 400          | 10,4 %        | 51,8            |
| 7    | Scherpenberg            | 204,5 | Asphalte   | 1 000        | 2,3 %         | 44,3            |
| 8    | Baneberg (nl)           | 209,2 | Asphalte   | 1 300        | 6 %           | 39,6            |
| 9    | Mont Kemmel - Ossuaire  | 214,5 | Pavé       | 700          | 10,9 %        | 34,3            |

### Favoris
Le grand favori est le Belge Wout van Aert, vainqueur deux jours plus tôt sur l'E3 Saxo Bank Classic à moins qu'il ne privilégie la victoire d'un de ses équipiers du team Jumbo-Visma comme le Français Christophe Laporte ou son compatriote Tiesj Benoot, tous deux très en forme lors des courses précédentes. Les Danois Kasper Asgreen (Quick-Step Alpha Vinyl) et Mads Pedersen (Trek Segafredo), le Slovène Matej Mohorič (Bahrain Victorious), le Suisse Stefan Küng (Groupama FDJ), l'Équatorien Jhonatan Narváez (Ineos Grenadies) ainsi que le Français Anthony Turgis (TotalEnergies) peuvent aussi prétendre à la victoire. Si la classique devait se disputer au sprint, deux noms sortent du lot : le Belge Tim Merlier (Alpecin Fenix) et le Néerlandais Fabio Jakobsen (Quick-Step Alpha Vinyl).

## Déroulement de la course
Une échappée matinale de sept hommes puis plusieurs petits groupes se portent à l'offensive mais c'est un peloton important qui se présente au pied de la dernière difficulté du jour, le Mont Kemmel situé à 34 kilomètres de l'arrivée. Sur les derniers mètres de cette côte pavée, Wout van Aert (Jumbo Visma) réussit prendre quelques secondes à ses adversaires mais il est repris deux kilomètres plus loin par cinq hommes puis par un groupe plus important. On retrouve alors un groupe d'une vingtaine de coureurs en tête dans lequel figurent de nombreux favoris. À 24 kilomètres de Wevelgem, le Français Christophe Laporte (Jumbo Visma) place une attaque. Il est rapidement suivi par l'Érythréen Biniam Girmay (Intermarché Wanty Gobert) puis rejoint par les Belges Jasper Stuyven (Trek Segafredo) et Dries Van Gestel (TotalEnergies). Ce quatuor creuse un écart d'une quarantaine de secondes puis réussit à conserver une avance suffisante à l'arrivée. Biniam Girmay, placé quatrième, attaque aux deux cents mètres, remonte ses adversaires et gagne malgré un retour de Christophe Laporte.

## Classements

### Classement final
| \| Classement général \| Classement général \| Classement général \| Classement général \| Classement général \| \| Coureur \| Coureur \| Pays \| Équipe \| Temps \| \| ------------------ \| -------------------- \| ------------------ \| ---------------------------------- \| ------------------ \| \| 1er \| Biniam Girmay \| Érythrée \| Intermarché-Wanty-Gobert Matériaux \| 5 h 37 min 57 s \| \| 2e \| Christophe Laporte \| France \| Jumbo-Visma \| + 0 s \| \| 3e \| Dries Van Gestel \| Belgique \| TotalEnergies \| + 0 s \| \| 4e \| Jasper Stuyven \| Belgique \| Trek-Segafredo \| + 0 s \| \| 5e \| Søren Kragh Andersen \| Danemark \| Team DSM \| + 8 s \| \| 6e \| Tim Merlier \| Belgique \| Alpecin-Fenix \| + 8 s \| \| 7e \| Mads Pedersen \| Danemark \| Trek-Segafredo \| + 8 s \| \| 8e \| Iván García Cortina \| Espagne \| Movistar Team \| + 8 s \| \| 9e \| Matej Mohorič \| Slovénie \| Bahrain Victorious \| + 8 s \| \| 10e \| Arnaud Démare \| France \| Groupama-FDJ \| + 8 s \| |                      |          |                                    |                 |
| |                      |          |                                    |                 |
| Source : ProCyclingStats |                      |          |                                    |                 |
| Classement général |                      |          |                                    |                 |
| Coureur | Coureur              | Pays     | Équipe                             | Temps           |
| 1er | Biniam Girmay        | Érythrée | Intermarché-Wanty-Gobert Matériaux | 5 h 37 min 57 s |
| 2e | Christophe Laporte   | France   | Jumbo-Visma                        | + 0 s           |
| 3e | Dries Van Gestel     | Belgique | TotalEnergies                      | + 0 s           |
| 4e | Jasper Stuyven       | Belgique | Trek-Segafredo                     | + 0 s           |
| 5e | Søren Kragh Andersen | Danemark | Team DSM                           | + 8 s           |
| 6e | Tim Merlier          | Belgique | Alpecin-Fenix                      | + 8 s           |
| 7e | Mads Pedersen        | Danemark | Trek-Segafredo                     | + 8 s           |
| 8e | Iván García Cortina  | Espagne  | Movistar Team                      | + 8 s           |
| 9e | Matej Mohorič        | Slovénie | Bahrain Victorious                 | + 8 s           |
| 10e | Arnaud Démare        | France   | Groupama-FDJ                       | + 8 s           |

### Classement UCI
La course attribue des points au Classement mondial UCI 2022 selon le barème suivant :
| Position           | 1er | 2e  | 3e  | 4e  | 5e  | 6e  | 7e  | 8e  | 9e  | 10e | 11e | 12e | 13e | 14e | 15e | 16e à 20e | 21e à 30e | 31e à 50e | 51e à 55e | 56e à 60e |
| Classement général | 500 | 400 | 325 | 275 | 225 | 175 | 150 | 125 | 100 | 85  | 70  | 60  | 50  | 40  | 35  | 30        | 20        | 10        | 5         | 3         |

## Liste des participants
| Légende | Légende                                                                    | Légende | Légende                                                    |
| ------- | -------------------------------------------------------------------------- | ------- | ---------------------------------------------------------- |
| Num     | Dossard de départ porté par le coureur sur ce Gand-Wevelgem                | Pos     | Position à l'arrivée de la course                          |
|         | Indique un maillot de champion national ou mondial, suivi de sa spécialité | NP      | Indique un coureur qui n'a pas pris le départ de la course |
| AB      | Indique un coureur qui n'a pas terminé la course                           | HD      | Indique un coureur qui a terminé la course hors des délais |

| Jumbo-Visma TJV | Jumbo-Visma TJV             | Jumbo-Visma TJV |
| --------------- | --------------------------- | --------------- |
| Num             | Coureur                     | Pos             |
| 1               | Wout van Aert (BEL) (route) | 12e             |
| 2               | Tiesj Benoot (BEL)          | 34e             |
| 3               | Christophe Laporte (FRA)    | 2e              |
| 4               | Edoardo Affini (ITA)        | AB              |
| 5               | Mike Teunissen (NED)        | 51e             |
| 6               | Timo Roosen (NED) (route)   | AB              |
| 7               | Nathan Van Hooydonck (BEL)  | 62e             |

| Quick-Step Alpha Vinyl QST | Quick-Step Alpha Vinyl QST | Quick-Step Alpha Vinyl QST |
| -------------------------- | -------------------------- | -------------------------- |
| Num                        | Coureur                    | Pos                        |
| 11                         | Iljo Keisse (BEL)          | AB                         |
| 12                         | Fabio Jakobsen (NED)       | 68e                        |
| 13                         | Kasper Asgreen (DEN)       | 32e                        |
| 14                         | Davide Ballerini (ITA)     | AB                         |
| 15                         | Yves Lampaert (BEL)        | 39e                        |
| 16                         | Florian Sénéchal (FRA)     | AB                         |
| 17                         | Bert Van Lerberghe (BEL)   | 64e                        |

| Lotto-Soudal LTS | Lotto-Soudal LTS         | Lotto-Soudal LTS |
| ---------------- | ------------------------ | ---------------- |
| Num              | Coureur                  | Pos              |
| 21               | Victor Campenaerts (BEL) | 33e              |
| 22               | Brent Van Moer (BEL)     | AB               |
| 23               | Jasper De Buyst (BEL)    | AB               |
| 24               | Arnaud De Lie (BEL)      | 48e              |
| 25               | Florian Vermeersch (BEL) | 19e              |
| 26               | Frederik Frison (BEL)    | 37e              |
| 27               | Cédric Beullens (BEL)    | 31e              |

| Intermarché-Wanty-Gobert Matériaux IWG | Intermarché-Wanty-Gobert Matériaux IWG | Intermarché-Wanty-Gobert Matériaux IWG |
| -------------------------------------- | -------------------------------------- | -------------------------------------- |
| Num                                    | Coureur                                | Pos                                    |
| 31                                     | Alexander Kristoff (NOR)               | 11e                                    |
| 32                                     | Aimé De Gendt (BEL)                    | 52e                                    |
| 33                                     | Kévin Van Melsen (BEL)                 | AB                                     |
| 34                                     | Andrea Pasqualon (ITA)                 | 14e                                    |
| 35                                     | Adrien Petit (FRA)                     | 38e                                    |
| 36                                     | Biniam Girmay (ERI)                    | 1er                                    |
| 37                                     | Taco van der Hoorn (NED)               | AB                                     |

| AG2R Citroën Team ACT | AG2R Citroën Team ACT   | AG2R Citroën Team ACT |
| --------------------- | ----------------------- | --------------------- |
| Num                   | Coureur                 | Pos                   |
| 41                    | Greg Van Avermaet (BEL) | 17e                   |
| 42                    | Oliver Naesen (BEL)     | 59e                   |
| 43                    | Stan Dewulf (BEL)       | 60e                   |
| 44                    | Antoine Raugel (FRA)    | 85e                   |
| 45                    | Michael Schär (SUI)     | 98e                   |
| 46                    | Damien Touzé (FRA)      | 66e                   |
| 47                    | Gijs Van Hoecke (BEL)   | 91e                   |

| Astana Qazaqstan Team AST | Astana Qazaqstan Team AST | Astana Qazaqstan Team AST |
| ------------------------- | ------------------------- | ------------------------- |
| Num                       | Coureur                   | Pos                       |
| 51                        | Leonardo Basso (ITA)      | AB                        |
| 52                        | Manuele Boaro (ITA)       | 89e                       |
| 53                        | Michele Gazzoli (ITA)     | AB                        |
| 54                        | Fabio Felline (ITA)       | AB                        |
| 55                        | Gianni Moscon (ITA)       | AB                        |
| 56                        | Davide Martinelli (ITA)   | AB                        |
| 57                        | Artyom Zakharov (KAZ)     | AB                        |

| Bahrain Victorious TBV | Bahrain Victorious TBV      | Bahrain Victorious TBV |
| ---------------------- | --------------------------- | ---------------------- |
| Num                    | Coureur                     | Pos                    |
| 61                     | Heinrich Haussler (AUS)     | 50e                    |
| 62                     | Kamil Gradek (POL)          | AB                     |
| 63                     | Filip Maciejuk (POL)        | 87e                    |
| 64                     | Yukiya Arashiro (JPN)       | 78e                    |
| 65                     | Matej Mohorič (SLO) (route) |                        |
| 66                     | Fred Wright (GBR)           | 45e                    |
| 67                     | Jasha Sütterlin (GER)       | 47e                    |

| Bora-Hansgrohe BOH | Bora-Hansgrohe BOH        | Bora-Hansgrohe BOH |
| ------------------ | ------------------------- | ------------------ |
| Num                | Coureur                   | Pos                |
| 71                 | Sam Bennett (IRL)         | 106e               |
| 72                 | Jordi Meeus (BEL)         | AB                 |
| 73                 | Marco Haller (AUT)        | 81e                |
| 74                 | Jonas Koch (GER)          | 22e                |
| 75                 | Ryan Mullen (IRL) (route) | AB                 |
| 76                 | Nils Politt (GER)         | 79e                |
| 77                 | Danny van Poppel (NED)    | AB                 |

| Cofidis COF | Cofidis COF             | Cofidis COF |
| ----------- | ----------------------- | ----------- |
| Num         | Coureur                 | Pos         |
| 81          | Piet Allegaert (BEL)    | 20e         |
| 82          | Tom Bohli (SUI)         | AB          |
| 83          | André Carvalho (POR)    | 101e        |
| 84          | Simone Consonni (ITA)   | 24e         |
| 85          | Wesley Kreder (NED)     | 76e         |
| 86          | Kenneth Vanbilsen (BEL) | AB          |
| 87          | Jelle Wallays (BEL)     | 95e         |

| EF Education-EasyPost EFE | EF Education-EasyPost EFE | EF Education-EasyPost EFE |
| ------------------------- | ------------------------- | ------------------------- |
| Num                       | Coureur                   | Pos                       |
| 91                        | Jens Keukeleire (BEL)     | AB                        |
| 92                        | Stefan Bissegger (SUI)    | 96e                       |
| 93                        | Marijn van den Berg (NED) | 23e                       |
| 94                        | Michael Valgren (DEN)     | 35e                       |
| 95                        | Sebastian Langeveld (NED) | 97e                       |
| 96                        | Jonas Rutsch (GER)        | 90e                       |
| 97                        | Thomas Scully (NZL)       | 58e                       |

| Groupama-FDJ GFC | Groupama-FDJ GFC            | Groupama-FDJ GFC |
| ---------------- | --------------------------- | ---------------- |
| Num              | Coureur                     | Pos              |
| 101              | Stefan Küng (SUI)           | 36e              |
| 102              | Lewis Askey (GBR)           | AB               |
| 103              | Kevin Geniets (LUX) (route) | 65e              |
| 104              | Olivier Le Gac (FRA)        | 42e              |
| 105              | Fabian Lienhard (SUI)       | 84e              |
| 106              | Tobias Ludvigsson (SWE)     | 72e              |
| 107              | Arnaud Démare (FRA)         | 10e              |

| Ineos Grenadiers IGD | Ineos Grenadiers IGD    | Ineos Grenadiers IGD |
| -------------------- | ----------------------- | -------------------- |
| Num                  | Coureur                 | Pos                  |
| 111                  | Dylan van Baarle (NED)  | 41e                  |
| 112                  | Jhonatan Narváez (ECU)  | AB                   |
| 113                  | Luke Rowe (GBR)         | AB                   |
| 114                  | Elia Viviani (ITA)      | 69e                  |
| 115                  | Ben Swift (GBR) (route) | AB                   |
| 116                  | Ben Turner (GBR)        | 28e                  |
| 117                  | Tom Pidcock (GBR)       | 67e                  |

| Israel-Premier Tech IPT | Israel-Premier Tech IPT | Israel-Premier Tech IPT |
| ----------------------- | ----------------------- | ----------------------- |
| Num                     | Coureur                 | Pos                     |
| 121                     | Sep Vanmarcke (BEL)     | 77e                     |
| 122                     | Hugo Houle (CAN)        | 55e                     |
| 123                     | Jenthe Biermans (BEL)   | AB                      |
| 124                     | Matthias Brändle (AUT)  | AB                      |
| 125                     | Itamar Einhorn (ISR)    | AB                      |
| 126                     | Tom Van Asbroeck (BEL)  | NP                      |
| 127                     | Taj Jones (AUS)         | AB                      |

| Movistar Team MOV | Movistar Team MOV         | Movistar Team MOV |
| ----------------- | ------------------------- | ----------------- |
| Num               | Coureur                   | Pos               |
| 131               | Alex Aranburu (ESP)       | 25e               |
| 132               | Iñigo Elosegui (ESP)      | AB                |
| 133               | Imanol Erviti (ESP)       | 75e               |
| 134               | Iván García Cortina (ESP) | 8e                |
| 135               | Mathias Norsgaard (DEN)   | AB                |
| 136               | Johan Jacobs (SUI)        | 44e               |
| 137               | Max Kanter (GER)          | 43e               |

| BikeExchange-Jayco BEX | BikeExchange-Jayco BEX    | BikeExchange-Jayco BEX |
| ---------------------- | ------------------------- | ---------------------- |
| Num                    | Coureur                   | Pos                    |
| 141                    | Dylan Groenewegen (NED)   | AB                     |
| 142                    | Sam Bewley (NZL)          | AB                     |
| 143                    | Alexander Edmondson (AUS) | AB                     |
| 144                    | Luke Durbridge (AUS)      | AB                     |
| 145                    | Kelland O'Brien (AUS)     | AB                     |
| 146                    | Alexander Konychev (ITA)  | 88e                    |
| 147                    | Luka Mezgec (SLO)         | 13e                    |

| Team DSM DSM | Team DSM DSM               | Team DSM DSM |
| ------------ | -------------------------- | ------------ |
| Num          | Coureur                    | Pos          |
| 151          | John Degenkolb (GER)       | 27e          |
| 152          | Niklas Märkl (GER)         | 82e          |
| 153          | Cees Bol (NED)             | AB           |
| 154          | Kevin Vermaerke (USA)      | AB           |
| 155          | Leon Heinschke (GER)       | AB           |
| 156          | Nikias Arndt (GER)         | 82e          |
| 157          | Søren Kragh Andersen (DEN) | 5e           |

| Trek-Segafredo TFS | Trek-Segafredo TFS   | Trek-Segafredo TFS |
| ------------------ | -------------------- | ------------------ |
| Num                | Coureur              | Pos                |
| 161                | Jasper Stuyven (BEL) | 4e                 |
| 162                | Daan Hoole (NED)     | 99e                |
| 163                | Alex Kirsch (LUX)    | 40e                |
| 164                | Mads Pedersen (DEN)  | 7e                 |
| 165                | Quinn Simmons (USA)  | AB                 |
| 166                | Edward Theuns (BEL)  | 61e                |
| 167                | Otto Vergaerde (BEL) | 100e               |

| UAE Team Emirates UAD | UAE Team Emirates UAD     | UAE Team Emirates UAD |
| --------------------- | ------------------------- | --------------------- |
| Num                   | Coureur                   | Pos                   |
| 171                   | Pascal Ackermann (GER)    | AB                    |
| 172                   | Matteo Trentin (ITA)      | 70e                   |
| 173                   | Mikkel Bjerg (DEN)        | NP                    |
| 175                   | Maximiliano Richeze (ARG) | AB                    |
| 176                   | Oliviero Troia (ITA)      | AB                    |
| 177                   | Rui Oliveira (POR)        | 56e                   |

| Alpecin-Fenix AFC | Alpecin-Fenix AFC              | Alpecin-Fenix AFC |
| ----------------- | ------------------------------ | ----------------- |
| Num               | Coureur                        | Pos               |
| 181               | Tim Merlier (BEL)              | 6e                |
| 182               | Jasper Philipsen (BEL)         | 21e               |
| 183               | Maurice Ballerstedt (GER)      | AB                |
| 184               | Jonas Rickaert (BEL)           | AB                |
| 185               | Guillaume Van Keirsbulck (BEL) | AB                |
| 186               | Gianni Vermeersch (BEL)        | 46e               |
| 187               | Silvan Dillier (SUI) (route)   | 57e               |

| TotalEnergies TEN | TotalEnergies TEN          | TotalEnergies TEN |
| ----------------- | -------------------------- | ----------------- |
| Num               | Coureur                    | Pos               |
| 191               | Peter Sagan (SVK) (route)  | AB                |
| 192               | Edvald Boasson Hagen (NOR) | 92e               |
| 193               | Maciej Bodnar (POL)        | 104e              |
| 194               | Daniel Oss (ITA)           | AB                |
| 195               | Niki Terpstra (NED)        | 71e               |
| 196               | Anthony Turgis (FRA)       | 26e               |
| 197               | Dries Van Gestel (BEL)     | 3e                |

| B&B Hotels-KTM BBK | B&B Hotels-KTM BBK     | B&B Hotels-KTM BBK |
| ------------------ | ---------------------- | ------------------ |
| Num                | Coureur                | Pos                |
| 201                | Jens Debusschere (BEL) |                    |
| 202                | Pierre Barbier (FRA)   | 83e                |
| 203                | Quentin Jauregui (FRA) | AB                 |
| 204                | Cyril Lemoine (FRA)    | AB                 |
| 205                | Julien Morice (FRA)    | 94e                |
| 206                | Luca Mozzato (ITA)     | 74e                |
| 207                | Jordi Warlop (BEL)     | AB                 |

| Bardiani CSF Faizanè BCF | Bardiani CSF Faizanè BCF | Bardiani CSF Faizanè BCF |
| ------------------------ | ------------------------ | ------------------------ |
| Num                      | Coureur                  | Pos                      |
| 211                      | Luca Colnaghi (ITA)      | AB                       |
| 212                      | Filippo Fiorelli (ITA)   | 73e                      |
| 213                      | Enrico Battaglin (ITA)   | AB                       |
| 214                      | Sacha Modolo (ITA)       | 102e                     |
| 215                      | Alessandro Tonelli (ITA) | AB                       |
| 216                      | Enrico Zanoncello (ITA)  | AB                       |
| 217                      | Samuele Zoccarato (ITA)  | AB                       |

| Bingoal Pauwels Sauces WB BWB | Bingoal Pauwels Sauces WB BWB | Bingoal Pauwels Sauces WB BWB |
| ----------------------------- | ----------------------------- | ----------------------------- |
| Num                           | Coureur                       | Pos                           |
| 221                           | Timothy Dupont (BEL)          | AB                            |
| 222                           | Stanisław Aniołkowski (POL)   | 63e                           |
| 223                           | Arjen Livyns (BEL)            | 18e                           |
| 224                           | Mathijs Paasschens (NED)      | 105e                          |
| 225                           | Ludovic Robeet (BEL)          | AB                            |
| 226                           | Dimitri Peyskens (BEL)        | AB                            |
| 227                           | Laurenz Rex (BEL)             | 16e                           |

| Sport Vlaanderen-Baloise SVB | Sport Vlaanderen-Baloise SVB | Sport Vlaanderen-Baloise SVB |
| ---------------------------- | ---------------------------- | ---------------------------- |
| Num                          | Coureur                      | Pos                          |
| 231                          | Lindsay De Vylder (BEL)      | 54e                          |
| 232                          | Vito Braet (BEL)             | 103e                         |
| 233                          | Alex Colman (BEL)            | AB                           |
| 234                          | Robbe Ghys (BEL)             | 15e                          |
| 235                          | Arne Marit (BEL)             | 80e                          |
| 236                          | Milan Fretin (BEL)           | AB                           |
| 237                          | Kenneth Van Rooy (BEL)       | 53e                          |

| Uno-X Pro Cycling Team UXT | Uno-X Pro Cycling Team UXT   | Uno-X Pro Cycling Team UXT |
| -------------------------- | ---------------------------- | -------------------------- |
| Num                        | Coureur                      | Pos                        |
| 241                        | Kristoffer Halvorsen (NOR)   | 86e                        |
| 242                        | Lasse Norman Leth (DEN)      | AB                         |
| 243                        | Erik Nordsæter Resell (NOR)  | AB                         |
| 244                        | Lars Saugstad (NOR)          | 93e                        |
| 245                        | Anders Skaarseth (NOR)       | 29e                        |
| 246                        | Rasmus Tiller (NOR)          | 30e                        |
| 247                        | Martin Bugge Urianstad (NOR) | AB                         |

| Jumbo-Visma TJV | Jumbo-Visma TJV             | Jumbo-Visma TJV |
| --------------- | --------------------------- | --------------- |
| Num             | Coureur                     | Pos             |
| 1               | Wout van Aert (BEL) (route) | 12e             |
| 2               | Tiesj Benoot (BEL)          | 34e             |
| 3               | Christophe Laporte (FRA)    | 2e              |
| 4               | Edoardo Affini (ITA)        | AB              |
| 5               | Mike Teunissen (NED)        | 51e             |
| 6               | Timo Roosen (NED) (route)   | AB              |
| 7               | Nathan Van Hooydonck (BEL)  | 62e             |

| Quick-Step Alpha Vinyl QST | Quick-Step Alpha Vinyl QST | Quick-Step Alpha Vinyl QST |
| -------------------------- | -------------------------- | -------------------------- |
| Num                        | Coureur                    | Pos                        |
| 11                         | Iljo Keisse (BEL)          | AB                         |
| 12                         | Fabio Jakobsen (NED)       | 68e                        |
| 13                         | Kasper Asgreen (DEN)       | 32e                        |
| 14                         | Davide Ballerini (ITA)     | AB                         |
| 15                         | Yves Lampaert (BEL)        | 39e                        |
| 16                         | Florian Sénéchal (FRA)     | AB                         |
| 17                         | Bert Van Lerberghe (BEL)   | 64e                        |

| Lotto-Soudal LTS | Lotto-Soudal LTS         | Lotto-Soudal LTS |
| ---------------- | ------------------------ | ---------------- |
| Num              | Coureur                  | Pos              |
| 21               | Victor Campenaerts (BEL) | 33e              |
| 22               | Brent Van Moer (BEL)     | AB               |
| 23               | Jasper De Buyst (BEL)    | AB               |
| 24               | Arnaud De Lie (BEL)      | 48e              |
| 25               | Florian Vermeersch (BEL) | 19e              |
| 26               | Frederik Frison (BEL)    | 37e              |
| 27               | Cédric Beullens (BEL)    | 31e              |

| Intermarché-Wanty-Gobert Matériaux IWG | Intermarché-Wanty-Gobert Matériaux IWG | Intermarché-Wanty-Gobert Matériaux IWG |
| -------------------------------------- | -------------------------------------- | -------------------------------------- |
| Num                                    | Coureur                                | Pos                                    |
| 31                                     | Alexander Kristoff (NOR)               | 11e                                    |
| 32                                     | Aimé De Gendt (BEL)                    | 52e                                    |
| 33                                     | Kévin Van Melsen (BEL)                 | AB                                     |
| 34                                     | Andrea Pasqualon (ITA)                 | 14e                                    |
| 35                                     | Adrien Petit (FRA)                     | 38e                                    |
| 36                                     | Biniam Girmay (ERI)                    | 1er                                    |
| 37                                     | Taco van der Hoorn (NED)               | AB                                     |

| AG2R Citroën Team ACT | AG2R Citroën Team ACT   | AG2R Citroën Team ACT |
| --------------------- | ----------------------- | --------------------- |
| Num                   | Coureur                 | Pos                   |
| 41                    | Greg Van Avermaet (BEL) | 17e                   |
| 42                    | Oliver Naesen (BEL)     | 59e                   |
| 43                    | Stan Dewulf (BEL)       | 60e                   |
| 44                    | Antoine Raugel (FRA)    | 85e                   |
| 45                    | Michael Schär (SUI)     | 98e                   |
| 46                    | Damien Touzé (FRA)      | 66e                   |
| 47                    | Gijs Van Hoecke (BEL)   | 91e                   |

| Astana Qazaqstan Team AST | Astana Qazaqstan Team AST | Astana Qazaqstan Team AST |
| ------------------------- | ------------------------- | ------------------------- |
| Num                       | Coureur                   | Pos                       |
| 51                        | Leonardo Basso (ITA)      | AB                        |
| 52                        | Manuele Boaro (ITA)       | 89e                       |
| 53                        | Michele Gazzoli (ITA)     | AB                        |
| 54                        | Fabio Felline (ITA)       | AB                        |
| 55                        | Gianni Moscon (ITA)       | AB                        |
| 56                        | Davide Martinelli (ITA)   | AB                        |
| 57                        | Artyom Zakharov (KAZ)     | AB                        |

| Bahrain Victorious TBV | Bahrain Victorious TBV      | Bahrain Victorious TBV |
| ---------------------- | --------------------------- | ---------------------- |
| Num                    | Coureur                     | Pos                    |
| 61                     | Heinrich Haussler (AUS)     | 50e                    |
| 62                     | Kamil Gradek (POL)          | AB                     |
| 63                     | Filip Maciejuk (POL)        | 87e                    |
| 64                     | Yukiya Arashiro (JPN)       | 78e                    |
| 65                     | Matej Mohorič (SLO) (route) |                        |
| 66                     | Fred Wright (GBR)           | 45e                    |
| 67                     | Jasha Sütterlin (GER)       | 47e                    |

| Bora-Hansgrohe BOH | Bora-Hansgrohe BOH        | Bora-Hansgrohe BOH |
| ------------------ | ------------------------- | ------------------ |
| Num                | Coureur                   | Pos                |
| 71                 | Sam Bennett (IRL)         | 106e               |
| 72                 | Jordi Meeus (BEL)         | AB                 |
| 73                 | Marco Haller (AUT)        | 81e                |
| 74                 | Jonas Koch (GER)          | 22e                |
| 75                 | Ryan Mullen (IRL) (route) | AB                 |
| 76                 | Nils Politt (GER)         | 79e                |
| 77                 | Danny van Poppel (NED)    | AB                 |

| Cofidis COF | Cofidis COF             | Cofidis COF |
| ----------- | ----------------------- | ----------- |
| Num         | Coureur                 | Pos         |
| 81          | Piet Allegaert (BEL)    | 20e         |
| 82          | Tom Bohli (SUI)         | AB          |
| 83          | André Carvalho (POR)    | 101e        |
| 84          | Simone Consonni (ITA)   | 24e         |
| 85          | Wesley Kreder (NED)     | 76e         |
| 86          | Kenneth Vanbilsen (BEL) | AB          |
| 87          | Jelle Wallays (BEL)     | 95e         |

| EF Education-EasyPost EFE | EF Education-EasyPost EFE | EF Education-EasyPost EFE |
| ------------------------- | ------------------------- | ------------------------- |
| Num                       | Coureur                   | Pos                       |
| 91                        | Jens Keukeleire (BEL)     | AB                        |
| 92                        | Stefan Bissegger (SUI)    | 96e                       |
| 93                        | Marijn van den Berg (NED) | 23e                       |
| 94                        | Michael Valgren (DEN)     | 35e                       |
| 95                        | Sebastian Langeveld (NED) | 97e                       |
| 96                        | Jonas Rutsch (GER)        | 90e                       |
| 97                        | Thomas Scully (NZL)       | 58e                       |

| Groupama-FDJ GFC | Groupama-FDJ GFC            | Groupama-FDJ GFC |
| ---------------- | --------------------------- | ---------------- |
| Num              | Coureur                     | Pos              |
| 101              | Stefan Küng (SUI)           | 36e              |
| 102              | Lewis Askey (GBR)           | AB               |
| 103              | Kevin Geniets (LUX) (route) | 65e              |
| 104              | Olivier Le Gac (FRA)        | 42e              |
| 105              | Fabian Lienhard (SUI)       | 84e              |
| 106              | Tobias Ludvigsson (SWE)     | 72e              |
| 107              | Arnaud Démare (FRA)         | 10e              |

| Ineos Grenadiers IGD | Ineos Grenadiers IGD    | Ineos Grenadiers IGD |
| -------------------- | ----------------------- | -------------------- |
| Num                  | Coureur                 | Pos                  |
| 111                  | Dylan van Baarle (NED)  | 41e                  |
| 112                  | Jhonatan Narváez (ECU)  | AB                   |
| 113                  | Luke Rowe (GBR)         | AB                   |
| 114                  | Elia Viviani (ITA)      | 69e                  |
| 115                  | Ben Swift (GBR) (route) | AB                   |
| 116                  | Ben Turner (GBR)        | 28e                  |
| 117                  | Tom Pidcock (GBR)       | 67e                  |

| Israel-Premier Tech IPT | Israel-Premier Tech IPT | Israel-Premier Tech IPT |
| ----------------------- | ----------------------- | ----------------------- |
| Num                     | Coureur                 | Pos                     |
| 121                     | Sep Vanmarcke (BEL)     | 77e                     |
| 122                     | Hugo Houle (CAN)        | 55e                     |
| 123                     | Jenthe Biermans (BEL)   | AB                      |
| 124                     | Matthias Brändle (AUT)  | AB                      |
| 125                     | Itamar Einhorn (ISR)    | AB                      |
| 126                     | Tom Van Asbroeck (BEL)  | NP                      |
| 127                     | Taj Jones (AUS)         | AB                      |

| Movistar Team MOV | Movistar Team MOV         | Movistar Team MOV |
| ----------------- | ------------------------- | ----------------- |
| Num               | Coureur                   | Pos               |
| 131               | Alex Aranburu (ESP)       | 25e               |
| 132               | Iñigo Elosegui (ESP)      | AB                |
| 133               | Imanol Erviti (ESP)       | 75e               |
| 134               | Iván García Cortina (ESP) | 8e                |
| 135               | Mathias Norsgaard (DEN)   | AB                |
| 136               | Johan Jacobs (SUI)        | 44e               |
| 137               | Max Kanter (GER)          | 43e               |

| BikeExchange-Jayco BEX | BikeExchange-Jayco BEX    | BikeExchange-Jayco BEX |
| ---------------------- | ------------------------- | ---------------------- |
| Num                    | Coureur                   | Pos                    |
| 141                    | Dylan Groenewegen (NED)   | AB                     |
| 142                    | Sam Bewley (NZL)          | AB                     |
| 143                    | Alexander Edmondson (AUS) | AB                     |
| 144                    | Luke Durbridge (AUS)      | AB                     |
| 145                    | Kelland O'Brien (AUS)     | AB                     |
| 146                    | Alexander Konychev (ITA)  | 88e                    |
| 147                    | Luka Mezgec (SLO)         | 13e                    |

| Team DSM DSM | Team DSM DSM               | Team DSM DSM |
| ------------ | -------------------------- | ------------ |
| Num          | Coureur                    | Pos          |
| 151          | John Degenkolb (GER)       | 27e          |
| 152          | Niklas Märkl (GER)         | 82e          |
| 153          | Cees Bol (NED)             | AB           |
| 154          | Kevin Vermaerke (USA)      | AB           |
| 155          | Leon Heinschke (GER)       | AB           |
| 156          | Nikias Arndt (GER)         | 82e          |
| 157          | Søren Kragh Andersen (DEN) | 5e           |

| Trek-Segafredo TFS | Trek-Segafredo TFS   | Trek-Segafredo TFS |
| ------------------ | -------------------- | ------------------ |
| Num                | Coureur              | Pos                |
| 161                | Jasper Stuyven (BEL) | 4e                 |
| 162                | Daan Hoole (NED)     | 99e                |
| 163                | Alex Kirsch (LUX)    | 40e                |
| 164                | Mads Pedersen (DEN)  | 7e                 |
| 165                | Quinn Simmons (USA)  | AB                 |
| 166                | Edward Theuns (BEL)  | 61e                |
| 167                | Otto Vergaerde (BEL) | 100e               |

| UAE Team Emirates UAD | UAE Team Emirates UAD     | UAE Team Emirates UAD |
| --------------------- | ------------------------- | --------------------- |
| Num                   | Coureur                   | Pos                   |
| 171                   | Pascal Ackermann (GER)    | AB                    |
| 172                   | Matteo Trentin (ITA)      | 70e                   |
| 173                   | Mikkel Bjerg (DEN)        | NP                    |
| 175                   | Maximiliano Richeze (ARG) | AB                    |
| 176                   | Oliviero Troia (ITA)      | AB                    |
| 177                   | Rui Oliveira (POR)        | 56e                   |

| Alpecin-Fenix AFC | Alpecin-Fenix AFC              | Alpecin-Fenix AFC |
| ----------------- | ------------------------------ | ----------------- |
| Num               | Coureur                        | Pos               |
| 181               | Tim Merlier (BEL)              | 6e                |
| 182               | Jasper Philipsen (BEL)         | 21e               |
| 183               | Maurice Ballerstedt (GER)      | AB                |
| 184               | Jonas Rickaert (BEL)           | AB                |
| 185               | Guillaume Van Keirsbulck (BEL) | AB                |
| 186               | Gianni Vermeersch (BEL)        | 46e               |
| 187               | Silvan Dillier (SUI) (route)   | 57e               |

| TotalEnergies TEN | TotalEnergies TEN          | TotalEnergies TEN |
| ----------------- | -------------------------- | ----------------- |
| Num               | Coureur                    | Pos               |
| 191               | Peter Sagan (SVK) (route)  | AB                |
| 192               | Edvald Boasson Hagen (NOR) | 92e               |
| 193               | Maciej Bodnar (POL)        | 104e              |
| 194               | Daniel Oss (ITA)           | AB                |
| 195               | Niki Terpstra (NED)        | 71e               |
| 196               | Anthony Turgis (FRA)       | 26e               |
| 197               | Dries Van Gestel (BEL)     | 3e                |

| B&B Hotels-KTM BBK | B&B Hotels-KTM BBK     | B&B Hotels-KTM BBK |
| ------------------ | ---------------------- | ------------------ |
| Num                | Coureur                | Pos                |
| 201                | Jens Debusschere (BEL) |                    |
| 202                | Pierre Barbier (FRA)   | 83e                |
| 203                | Quentin Jauregui (FRA) | AB                 |
| 204                | Cyril Lemoine (FRA)    | AB                 |
| 205                | Julien Morice (FRA)    | 94e                |
| 206                | Luca Mozzato (ITA)     | 74e                |
| 207                | Jordi Warlop (BEL)     | AB                 |

| Bardiani CSF Faizanè BCF | Bardiani CSF Faizanè BCF | Bardiani CSF Faizanè BCF |
| ------------------------ | ------------------------ | ------------------------ |
| Num                      | Coureur                  | Pos                      |
| 211                      | Luca Colnaghi (ITA)      | AB                       |
| 212                      | Filippo Fiorelli (ITA)   | 73e                      |
| 213                      | Enrico Battaglin (ITA)   | AB                       |
| 214                      | Sacha Modolo (ITA)       | 102e                     |
| 215                      | Alessandro Tonelli (ITA) | AB                       |
| 216                      | Enrico Zanoncello (ITA)  | AB                       |
| 217                      | Samuele Zoccarato (ITA)  | AB                       |

| Bingoal Pauwels Sauces WB BWB | Bingoal Pauwels Sauces WB BWB | Bingoal Pauwels Sauces WB BWB |
| ----------------------------- | ----------------------------- | ----------------------------- |
| Num                           | Coureur                       | Pos                           |
| 221                           | Timothy Dupont (BEL)          | AB                            |
| 222                           | Stanisław Aniołkowski (POL)   | 63e                           |
| 223                           | Arjen Livyns (BEL)            | 18e                           |
| 224                           | Mathijs Paasschens (NED)      | 105e                          |
| 225                           | Ludovic Robeet (BEL)          | AB                            |
| 226                           | Dimitri Peyskens (BEL)        | AB                            |
| 227                           | Laurenz Rex (BEL)             | 16e                           |

| Sport Vlaanderen-Baloise SVB | Sport Vlaanderen-Baloise SVB | Sport Vlaanderen-Baloise SVB |
| ---------------------------- | ---------------------------- | ---------------------------- |
| Num                          | Coureur                      | Pos                          |
| 231                          | Lindsay De Vylder (BEL)      | 54e                          |
| 232                          | Vito Braet (BEL)             | 103e                         |
| 233                          | Alex Colman (BEL)            | AB                           |
| 234                          | Robbe Ghys (BEL)             | 15e                          |
| 235                          | Arne Marit (BEL)             | 80e                          |
| 236                          | Milan Fretin (BEL)           | AB                           |
| 237                          | Kenneth Van Rooy (BEL)       | 53e                          |

| Uno-X Pro Cycling Team UXT | Uno-X Pro Cycling Team UXT   | Uno-X Pro Cycling Team UXT |
| -------------------------- | ---------------------------- | -------------------------- |
| Num                        | Coureur                      | Pos                        |
| 241                        | Kristoffer Halvorsen (NOR)   | 86e                        |
| 242                        | Lasse Norman Leth (DEN)      | AB                         |
| 243                        | Erik Nordsæter Resell (NOR)  | AB                         |
| 244                        | Lars Saugstad (NOR)          | 93e                        |
| 245                        | Anders Skaarseth (NOR)       | 29e                        |
| 246                        | Rasmus Tiller (NOR)          | 30e                        |
| 247                        | Martin Bugge Urianstad (NOR) | AB                         |

## Diffusion TV
France : La chaîne L'Equipe, Eurosport